# فراشة البطاطس
فراشة البطاطس أو فراشة درنات البطاطا (بالإنجليزية: Phthorimaea operculella)‏ (بالفرنسية: Teigne de la pomme de terre) حشرة صغيرة من رتبة الفراشات، يعود اصلها إلى قارة أمريكا الجنوبية.
تقوم يرقاتها بمهاجمة محصول البطاطس وتعتبر فراشة البطاطس من أكبر الآفات التي تستهدف البطاطس في الحقول وأثناء عملية التخزين.

## التوزيع الجغرافي
تتواجد هذه الحشرة في قارات العالم الخمس. وخاصة في المناطق المدارية وشبه المدارية.

## الوصف
- الحشرات البالغة :ليلية، رمادية الون يبلغ طولها حوالي 10مم.
- اليرقات : طولها حواي 10 مم ويميل لونها إلى البياض.
- دورة الحياة: يمكن لهذه الحشرة ان تتوالد 12 مرة في السنة إذا توفرت لها الظروف الملائمة.

- الوقاية: إتلاف مخلفات المحاصيل السابقة، تحضير الأرض عن طريق الحرث العميق، جلب بذور لها مقومة صحية كبيرة، وضع أقمشة مانعة عند مداخل أماكن التخزين.
- المقاومة: بالنسبة للعلاج هناك ما هو بيلوجي ويتمثل في بعض الحشرات التي تأكل يرقات فراشة البطاطس اما بالنسبة للعلاج الكيميائي هناك بعض المبيدات الحشرية.

## اقرأ أيضا
- هجرة فراشة الملك